# Син за батька (фільм, 1995)
«Син за батька» (рос. «Сын за отца») — білоруський художній фільм 1995 року режисерів Маргарити Касимової та Миколи Єременко (молодшого).

## Сюжет
Процвітаючий лікар, який має власну клініку в Москві, приїжджає до батька в Мінськ. Колись один з провідних медиків, тепер батько виявляється непотрібним і забутим. Син допомагає йому не тільки почати нову справу, але і розібратися з кримінальними елементами.

## У ролях
- Микола Єременко (молодший)
- Микола Єременко (старший)
- Ірина Феофанова
- Володимир Гостюхін
- Віра Алентова
- Олексій Булдаков
- Олексій Ванін
- Іван Мацкевич

## Творча група
- Сценарій: Валентин Черних, Маргарита Касимова
- Режисер: Маргарита Касимова, Микола Єременко (молодший)
- Оператор: Юрій Елхов
- Композитор: Олександра Пахмутова